# Administración bahaí
La administración bahá'í es un sistema de instituciones elegidas y designadas para gobernar los asuntos de la comunidad bahá'í. Su órgano supremo es la Casa Universal de Justicia, elegida cada cinco años.
Algunas características distinguen a la administración baháʼí de sistemas de gobierno similares: los representantes electos deben seguir su conciencia, en lugar de ser responsables ante las opiniones de los electores; están prohibidos las campañas políticas, las nominaciones y los partidos; y la estructura y autoridad de las instituciones que deben guiar a los baháʼís se derivan directamente del fundador de la religión, Baháʼu'lláh.
La administración baháʼí tiene cuatro documentos fundamentales, el Kitáb-i-Aqdas, las Tablas del Plan Divino, la Tabla de Carmel y el Testamento de ʻAbdu'l-Bahá.

## Carácter

### Consulta
Un aspecto central y distintivo de la administración de la Fe Baháʼí es el enfoque hacia la toma de decisiones a través de la consulta. El objetivo final de la consulta es la búsqueda colectiva de la verdad y la investigación de la realidad de manera que se mantenga la unidad y la concordia. ʻAbdu'l-Bahá animó a los miembros elegidos a "consultar de modo tal que no pueda surgir motivo de resentimiento o discordias". Se alienta a los baháʼís a expresar sus opiniones en consulta de manera franca y serena, manteniéndose desprendidos de sus propias opiniones y escuchando los puntos de vista de los demás sin sentirse ofendidos. Después de una consulta exhaustiva sobre un tema, si una decisión no es unánime, la decisión puede ser tomada por un voto mayoritario.

### Estructura

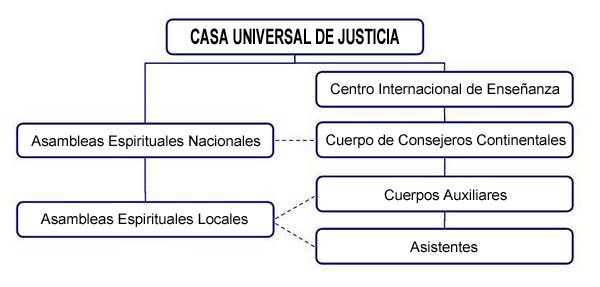
Diagrama de la estructura de la administración bahaí

La administración baháʼí incluye instituciones tanto electas como nombradas. Los cuerpos gobernantes, compuestos por nueve miembros, son elegidos anualmente tanto a nivel local como nacional, y cada cinco años los miembros de todas las Asambleas Espirituales Nacionales se reúnen para elegir a la Casa Universal de Justicia, un cuerpo gobernante internacional que posee la autoridad para complementar y aplicar las leyes de Baháʼu'lláh. Las instituciones nombradas en el orden administrativo baháʼí incluyen el Centro Internacional de Enseñanza, los Cuerpos Continentales de Consejeros y los Cuerpos Auxiliares.
Como no hay clero en la Fe baháʼí, la administración baháʼí funciona a través de un tipo de autogobierno democrático no partidista. Los individuos elegidos para servir en instituciones de la comunidad baháʼí no tienen autoridad como individuos; solo el cuerpo electo en su conjunto toma decisiones. De igual manera, los individuos nombrados para servir en una capacidad institucional tampoco "tienen autoridad legislativa, ejecutiva o judicial", y en su lugar brindan consejo, estímulo y apoyo a los individuos de la comunidad y a las instituciones electas.
El individuo, la comunidad y las instituciones son vistos como protagonistas que tienen diferentes roles pero que se apoyan mutuamente para avanzar a lo largo de un continuo de desarrollo.

### Método de elección

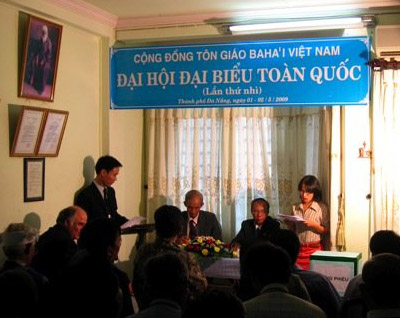
Los baháʼís vietnamitas eligen su Asamblea Espiritual Nacional en Danang, en 2009.

Las Asambleas Espirituales Locales se eligen cada año en el primer día de Ridván (generalmente el 20 o 21 de abril). Los nueve miembros de la Asamblea Espiritual Local son elegidos mediante voto secreto, sin proceso de campaña o nominación. En general, todos los baháʼís adultos registrados en la comunidad pueden votar en la elección y también son elegibles para recibir votos. Cada individuo escribe en su balota de votación los nombres de nueve personas en la comunidad que, a su parecer, demuestran mejor las "cualidades necesarias de lealtad incuestionable, de devoción sin egoísmos, de mente bien preparada, de reconocida habilidad y madura experiencia." Para decidir para quién votar, se anima a los baháʼís a conocerse a fondo, a intercambiar opiniones y a discutir libremente los requisitos y las calificaciones para el servicio en las instituciones; sin embargo, esto debe hacerse sin la más mínima referencia a personas específicas.
A nivel nacional, se utiliza un proceso electoral en dos etapas. En cada unidad electoral dentro de un país, los miembros de la comunidad eligen anualmente un número especificado de delegados, los cuales se asignan proporcionalmente a la población de cada unidad, y estos delegados se reúnen en una Convención Nacional para elegir a los miembros de la Asamblea Espiritual Nacional. De manera similar, cada cinco años los miembros de cada Asamblea Espiritual Nacional se reúnen en una Convención Internacional para elegir a los miembros de la Casa Universal de Justicia.

### No afiliación política
Shoghi Effendi condenó severamente la política partidista y ciertas otras prácticas comunes en las democracias occidentales, como las campañas políticas y las nominaciones. Como resultado, en las elecciones bahá'ís:
- Las nominaciones y las campañas están prohibidas. Los baháʼís no deben buscar promoverse a sí mismos como candidatos.
- Se insta a los votantes a no consultar entre sí sobre la idoneidad de los individuos particulares.
- Los votantes deben "intercambiar puntos de vista... mezclarse libremente y discutir entre ellos los requisitos y cualificaciones" para la membresía de la asamblea. Sin embargo, la discusión no debe referirse a personas en particular.
- Se anima encarecidamente a los votantes a estudiar y discutir, en abstracto, las cualidades mencionadas por Shoghi Effendi como necesarias en aquellos elegidos para servir, sin referirse a individuos. Las cualidades son "lealtad incuestionable, de devoción sin egoísmos, de mente bien preparada, de reconocida habilidad y madura experiencia" y ser "fiel, sincero, experimentado, capaz y competente".
- Los votantes deben actuar "sin el menor rastro de pasión o prejuicio, e independientemente de cualquier consideración material".

## Instituciones elegidas
A veces referidos por Baháʼu'lláh como "los Gobernantes", los bahá'ís eligen a los miembros de los consejos que están investidos con la autoridad en la comunidad. Los mismos miembros de estos consejos no tienen autoridad individual. Sin embargo, cuando están debidamente constituidos, y específicamente cuando deciden asuntos como cuerpo colegiado, estos consejos actúan como los líderes de la comunidad. Baháʼu'lláh concibió una Casa de Justicia Suprema, con Casas de Justicia locales en cada comunidad donde residan nueve o más bahá'ís adultos. ʻAbdu'l-Bahá desveló la "Secundaria" o Casa Nacional de Justicia en su testamento. Consideradas como instituciones embrionarias, las Casas de Justicia nacionales y locales reciben actualmente la designación temporal de "Asambleas Espirituales" y se espera que, con el tiempo, evolucionen hacia Casas de Justicia plenamente funcionales.
La Casa Universal de Justicia se considera moralmente infalible, aunque esta creencia tiene sutilezas, ya que la Casa Universal de Justicia puede tanto promulgar nuevas leyes baháʼís como derogar sus propias leyes. No puede alterar las leyes escriturales definidas por Baháʼu'lláh y ʻAbdu'l-Bahá. Se espera que las Asambleas Espirituales Nacionales y Locales reciban deferencia y obediencia, pero sus decisiones pueden ser anuladas por una institución superior elegida. Todas las decisiones de estos cuerpos deben ser tomadas y se consideran válidas solamente si el cuerpo está debidamente constituido y se reúne como un cuerpo con un quórum de miembros presentes. Estas decisiones se toman mediante un proceso específico de consulta.

### Casa Universal de Justicia

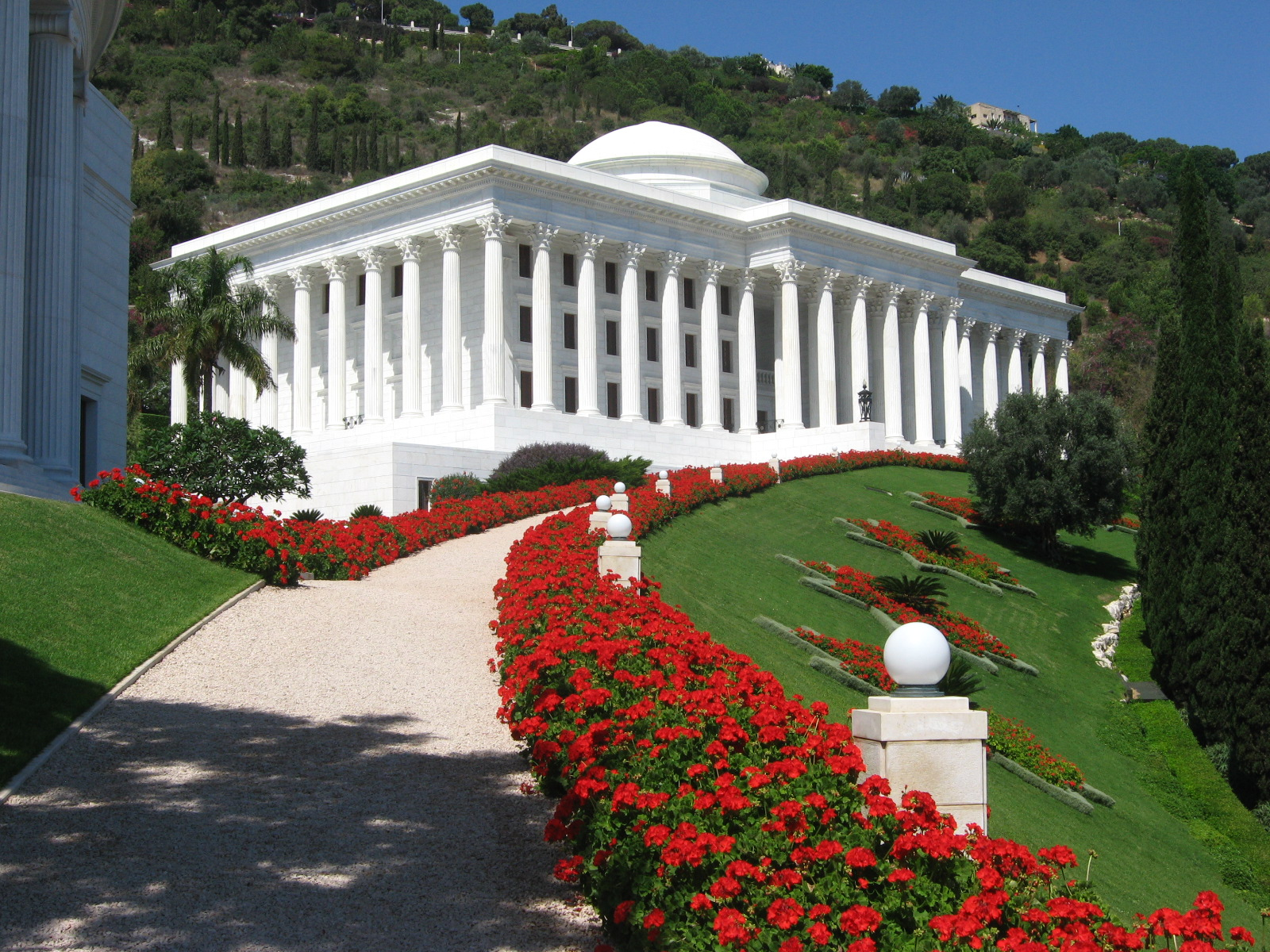
Sede de la Casa Universal de Justicia en Haifa, Israel

Cada cinco años desde 1963, los miembros de todas las Asambleas Espirituales Nacionales son llamados a votar en una Convención Internacional en el Centro Mundial Baháʼí en Haifa, Israel, para elegir a los miembros de la Casa Universal de Justicia. Estos miembros actúan como delegados de manera similar a las elecciones nacionales baháʼíes. Aquellos que no pueden asistir envían votos por via postal.
La Casa Universal de Justicia es el cuerpo de gobierno supremo de la Fe baháʼí. Los escritos baháʼís afirman que es "la fuente de todo bien y libre de todo error".

### Asambleas Espirituales Nacionales
Una Asamblea Espiritual Nacional (AEN) normalmente representa a un país, aunque a veces se asignan regiones específicas su propia AEN (por ejemplo, Alaska). En ocasiones, varios países se agrupan en una sola Asamblea, como los Estados Bálticos, o (originalmente) Canadá y los Estados Unidos. Estos límites están sujetos a la discreción de la Casa Universal de Justicia y pueden cambiar, por ejemplo, Canadá y EE. UU. ahora tienen sus propias Asambleas Nacionales independientes. Estas asambleas se eligen anualmente a través de delegados elegidos localmente.
Las asambleas nacionales (o los consejos regionales) nombran varios comités, juntas, o individuos para implementar varias funciones: Juntas Regionales de Institutos, Comités de Enseñanza de Área, Facilitadores de Crecimiento de Agrupaciones, Coordinadores de Institutos de Agrupaciones, Coordinadores del Programa de Empoderamiento Espiritual de Jóvenes en Agrupaciones y Coordinadores de Clases de Niños de Agrupaciones, como ejemplos.

### Consejos Regionales Baháʼís
Los Consejos Regionales Baháʼís (CRB) también se han establecido en varias comunidades baháʼís nacionales más grandes como un nivel intermedio de administración entre las asambleas espirituales nacionales y locales, de modo que se pueda proporcionar un medio de toma de decisiones descentralizado donde esto sea deseable. Esto suele ocurrir cuando el tamaño del país es muy grande (por ejemplo, EE. UU. e India). Actúan bajo la dirección de una Asamblea Espiritual Nacional. Un unos países son elegidos directamente por los miembros de las Asambleas Espirituales Locales en su jurisdicción, y en otros países la votación por las Asambleas Locales se hace en calidad de sugerencias a la Asamblea Nacional quien nombra los Consejos. Cada vez asumen más actividades de crecimiento y desarrollo comunitario, y brindan orientación y estructura para la coordinación de las comunidades locales en estas actividades.

### Asambleas Espirituales Locales
Una Asamblea Espiritual Local (AEL) representa una ciudad, municipio o condado, y se eligen anualmente mediante elección directa. Las Asambleas Locales dirigen la vida comunitaria baháʼí a nivel local y administran los asuntos de toda la comunidad, incluyendo la coordinación de la Fiesta de Diecinueve Días, observancias de días sagrados, servicios funerarios, asesoramiento matrimonial y muchas otras tareas, aunque generalmente estas se llevan a cabo a través de la designación de comités.

## Instituciones nombradas
Baháʼu'lláh hace referencia a "los eruditos" entre su pueblo. Las funciones de esta rama fueron originalmente llevadas a cabo por las Manos de la Causa de Dios designadas por Baháʼu'lláh, ʻAbdu'l-Bahá y Shoghi Effendi. Cuando se determinó que no se podrían nombrar más "Manos", la Casa Universal de Justicia estableció la institución de los Consejeros para cumplir con sus deberes. Los miembros designados actúan como individuos y ocupan principalmente un papel inspirador y consultivo. Sus deberes se dividen en las dos categorías generales de protección y propagación de la Fe Baháʼí.

### Consejeros Internacionales
Los Consejeros Internacionales son nueve individuos nombrados para el Centro Internacional de Enseñanza, que es un organismo que asiste directamente a la Casa Universal de Justicia en el Centro Mundial Baháʼí. Asesoran a los baháʼís a nivel internacional y coordinan los esfuerzos de los Consejeros Continentales.

### Consejeros Continentales
Consejeros individuales están asignados a los Cuerpos Continentales, donde interactúan directamente con diversas Asambleas Espirituales Nacionales. A menudo actúan en una capacidad informativa, comunicando la dirección y las discusiones del Centro Mundial Bahá'í a las comunidades nacionales. Frecuentemente centran su trabajo en uno o varios países dentro de su jurisdicción.

### Cuerpos Auxiliares
Los Cuerpos Auxiliares son nombradas por los Consejeros Continentales para asistirlos en una escala geográfica menor. Trabajan con cualquier Asamblea Espiritual Local, Consejos Regionales e individuos dentro de su jurisdicción. Por lo general, hay dos Cuerpos en una sola región geográfica, una responsable de la protección y otra para la propagación de la comunidad, aunque estas funciones a menudo se superponen. Ambos Cuerpos reportan al Cuerpo Continental que las nombró, independientemente de su enfoque.

### Ayudantes
Los miembros del Cuerpo Auxiliar nombran "ayudantes" que operan en su nombre a nivel de base. Estos ayudantes suelen reunirse con Asambleas Espirituales Locales, hablar en eventos y son consultados por miembros individuales de la comunidad para pedirles consejo. A veces tienen un mandato muy localizado, como centrarse en la juventud de una ciudad en particular, o pueden ser nombrados de manera más amplia. Su papel es tan flexible como el miembro del Cuerpo Auxiliar considere apropiado.

## Cimientos históricos

### Durante la vida de Baháʼu'lláh
Las referencias más tempranas a la administración que actualmente funciona dentro de la comunidad baháʼí mundial se encuentran en los escritos de Baháʼu'lláh. Basada en la doctrina de que Dios guía a la humanidad a través de sus mensajeros, muchos de los cuales han profetizado un "Reino de los Cielos en la tierra", bahá'ís creen que la revelación de Baháʼu'lláh es el cumplimiento de tales profecías, y ven en sus escritos un sistema tanto de Dios como de la comunidad.
Aunque Baháʼu'lláh insinuó anteriormente muchas de las políticas que formarían la base del sistema administrativo baháʼí, su Kitáb-i-Aqdas ofrece el primer vistazo más explícito de este sistema:
"El Señor ha ordenado que en cada ciudad se establezca una Casa de Justicia donde se reúnan consejeros en el número de Bahá, mas si excedieren de este número no habría inconveniente. Deberían verse entrando en la Corte de la presencia de Dios, el Exaltado, el Altísimo, y contemplando a Quien es el Invisible. Les incumbe ser los fiduciarios del Misericordioso entre los hombres, y considerarse los custodios designados por Dios para cuantos habitan en la tierra. Les compete consultar juntos y prestar atención a los intereses de los siervos de Dios, por amor a Él, del mismo modo que atienden a sus propios intereses, y escoger lo que es conveniente y decoroso."
Con el tiempo, estos conceptos de velar por los intereses de todos (no solamente de los baháís) y de tomar decisiones de una manera consultiva y desinteresada fueron aclarados, inicialmente en los escritos de Baháʼu'lláh, y luego en los de su hijo mayor y sucesor, ʻAbdu'l-Bahá. Aunque en esta cita se plantean estos principios en el contexto local, lógicamente se hacen extensivos a todas las instituciones bahá'ís.

### Ministerio de ʻAbdu'l-Bahá
Fue ʻAbdu'l-Bahá quien clarificó los roles diferenciados de la Casa Universal de Justicia frente a las Casas de Justicias locales. Durante la vida de ʻAbdu'l-Bahá, supervisó y alentó el establecimiento de muchos consejos locales elegidos, llamándolos "Asambleas Espirituales". Escribió muchas cartas esclarecedoras, dando instrucciones a varias Asambleas Espirituales, e inspirando al mundo baháʼí. Este esfuerzo fue paralelo a la expansión de la Fe bahá'í, en respuesta a las Tablas del Plan Divino, cartas que impulsaron los primeros procesos de establecimiento de metas y planificación de la incipiente comunidad espiritual. Estas tablas generaron planes que abrieron nuevas regiones a la Fe baháʼí, con ʻAbdu'l-Bahá alentando a los baháʼís a relacionarse con los pueblos de todas las razas y culturas.
Uno de sus mayores legados al desarrollo del sistema administrativo baháʼí, sin embargo, fue su Voluntad y Testamento, en el cual describe dos nuevas instituciones. Aclarando los comentarios de Baháʼu'lláh sobre sus descendientes y la autoridad, describió la institución del Guardianía, que consideraba funcionando en concierto con la Casa Universal de Justicia: una con la responsabilidad de la interpretación de las escrituras, y la otra como legislador de nuevas leyes no cubiertas por las escrituras existentes. A estas instituciones 'Abdu'l-Bahá exigió la obediencia de los baháʼís.
"La sagrada y joven rama, el guardián de la Causa de Dios, así como la Casa Universal de Justicia que será universalmente elegida y establecida, se encuentran bajo el cuidado y protección de la Belleza de Abhá, bajo el amparo y guía infalible de Su Santidad, el Exaltado (que mi vida sea ofrecida para ambos). Cualquier cosa que ellos decidan es de Dios. Quienquiera no obedece a él o a ellos, no ha obedecido a Dios; quienquiera se rebela contra él o contra ellos, se ha rebelado contra Dios; quienquiera se opone a él (o a ellos), se ha opuesto a Dios; quienquiera contiende con ellos, contiende con Dios; quienquiera disputa con ellos, disputa con Dios"
En este documento, ʻAbdu'l-Bahá también:
- nombró a su nieto Shoghi Effendi como el Guardián de la Causa de Dios
- estableció criterios para el nombramiento de futuros Guardianes.
- definió un nuevo ámbito de institución electa que llamó la "Casa de Justicia Secundaria", las primeras de las cuales fueron elegidas bajo la administración de Shoghi Effendi.
- exhortó a los creyentes a evitar a los rompedores de la Alianza – bahá'ís que se opusieron al líder legítimo de la fe e intentaron crear una división o facción.
- definió algunas de las condiciones para el futuro desarrollo de la administración bahá'í.
- elucidó la institución de las Manos de la Causa y sus responsibilidades, y clarificó los requisitos para su nombramiento.

### Ministerio de Shoghi Effendi

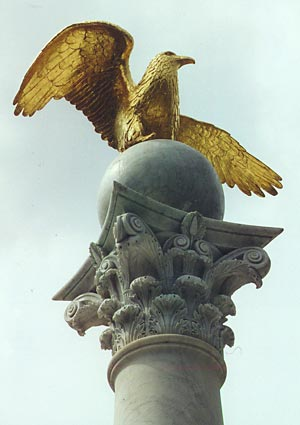
Lugar de descanso de Shoghi Effendi en Londres en el Cementerio New Southgate

Bajo el liderazgo de Shoghi Effendi, la Fe baháʼí experimentó su cambio más dramático en forma y proceso. Mientras evolucionaba a partir del bosquejo general de la estructura establecida por Baháʼu'lláh y ʻAbdu'l-Bahá, Shoghi Effendi instituyó campañas a gran escala de consolidación administrativa, estableció prácticas y procedimientos para los cuerpos administrativos baháʼís, nombró más Manos de la Causa, aseguró la posición legal de la Comunidad Baháʼí tanto en Haifa como, en colaboración con las recién formadas Asambleas Espirituales Nacionales, en muchos países con sus gobiernos nacionales. Durante este período, las instituciones baháʼís y la colaboración interinstitucional se hicieron más claras, se explicaron muchos detalles del derecho baháʼí, y la Fe se extendió a la mayor parte del mundo. Los matrimonios baháʼís fueron reconocidos por derecho propio en varios países y la Fe baháʼí fue reconocida como una religión independiente por muchas naciones y tribunales religiosos, incluidos los tribunales religiosos islámicos en Egipto. Shoghi Effendi describió la muerte de ʻAbdu'l-Bahá y el inicio de su propia administración como el final de la "Edad Heroica" y el comienzo de la "Edad Formativa" de la Fe baháʼí.

## Evolución moderna
Cien años después de la muerte de Baháʼu'lláh, los baháʼís celebraron un "año santo", durante el cual se publicó la traducción completamente autorizada del Kitáb-i-Aqdas (Libro Más Sagrado), coincidiendo con una mayor implementación de las leyes baháʼís entre todos los baháʼís del mundo y la maduración de las Asambleas Espirituales.
En 1997, la Casa Universal de Justicia estableció Consejos Regionales Bahá'ís en países grandes (por ejemplo, Estados Unidos, Canadá, India) para proporcionar una forma intermedia de administración entre las Asambleas Espirituales locales y nacionales.[cita requerida]

## Respuesta
La periodista y autora Amanda Ripley en su libro de 2021 High Conflict: why we get trapped and how we get out, describe el sistema electoral y de gobernanza de la administración bahá'í diciendo "...todo en estas elecciones está diseñado para reducir las probabilidades de un alto conflicto." De hecho, afirma que "Los bahá'ís intentan seleccionar personas que no anhelen la atención y el poder." y "En cada reunión, siguen un protocolo llamado 'consulta', y está diseñado para permitir que las personas expresen sus opiniones sin apegarse demasiado a su propio brillo." En la síntesis de Ripley, "Si los científicos sociales diseñaran una religión, se vería así.… De esta manera, las elecciones bahá'ís están … diseñadas para explotar la capacidad humana de cooperación, en lugar de competencia."